# Cirurgia refrativa
Cirurgia refrativa (AO 1945: cirurgia refractiva) é uma subespecialidade da oftalmologia que trata das opções cirúrgicas ou qualquer tipo de cirurgia ocular feita com o objetivo de melhorar o estado refracional do olho. São tipicamente realizadas para reduzir ou eliminar a necessidade de correção visual por uso de óculos e/ou lentes de contato. Refere-se, em sua forma eletiva e mais comum, às cirurgias que visam corrigir miopia, hipermetropia, astigmatismo e presbiopia, assim como em sua forma terapêutica, para tratar doenças da córnea, como o ceratocone. A visão nítida é resultado da focalização das imagens na retina, tão logo passem através dos meios transparentes do olho (córnea, aquoso, cristalino e vítreo) transformando-se em impulso nervoso que é, então, transmitido ao cérebro. Quando a imagem não é focalizada sobre a retina, a visão não é nítida, estabelecendo-se, assim, os diferentes erros de refração.
Os métodos mais modernos realizam cirurgia por laser, principalmente o laser excimer e o laser de femtossegundo, que correspondem às mais importantes contribuições da oftalmologia nos últimos tempos, inclusive para remodelar a curvatura da córnea. O laser pode ser usado em várias partes do olho e tem ajudado a tratar diversas doenças oculares.

## História
O primeiro trabalho teórico sobre o potencial da cirurgia refrativa foi publicado em 1896 pelo Dr. Lendeer Jans Lans, um professor de oftalmologia na Holanda. Ele propôs um método para corrigir o astigmatismo a partir de uma série de cortes penetrantes na córnea. Em 1930, o oftalmologista japonês Dr. Tsutomu Sato realizou as primeiras tentativas desse tipo de cirurgia, visando corrigir a visão de pilotos militares. Sua abordagem se baseou em fazer cortes radiais na córnea, corrigindo os efeitos em até 6 dioptrias. Contudo, o procedimento infelizmente produziu uma alta taxa de degeneração da córnea e foi logo rejeitado pela comunidade médica.[carece de fontes?]
A primeira técnica eficaz de cirurgia refrativa foi desenvolvida na Clínica Oftalmológica Barraquer (Bogotá, Colombia) em 1963 pelo Dr. José Barraquer. Sua técnica, chamada de ceratomileuse (keratomileusis em inglês), que significa “remodelação da córnea” em grego (κερατο (kerato): prefixo de córnea e σμίλευσις (smileusis): talhar), permitiu a correção não só da miopia, mas também da hipermetropia. Ela consiste na remoção de uma camada da córnea, congelá-la para poder moldá-la manualmente na forma necessária e finalmente reimplantar a camada moldada no olho. Apesar de essa forma inicial de cirurgia refrativa (ceratomileuse com congelamento) ter sido aperfeiçoada em 1986 pelo Dr. Swinger (ceratomileuse sem congelamento), ainda se tratava de uma técnica relativamente imprecisa.[carece de fontes?]
Em 1974, um procedimento de cirurgia refrativa chamado Ceratotomia Radial (CR ou RK do inglês Radial Keratotomy) foi desenvolvido na URSS pelo Dr. Svyatoslav Fyodorov e depois introduzida nos EUA. A CR envolve a realização de alguns cortes na córnea para mudar sua forma e corrigir os erros refrativos, sendo que essas incisões são feitas com um bisturi de diamante. Logo após o surgimento da CR, os médicos rotineiramente corrigiram miopia, hipermetropia e astigmatismo usando várias aplicações de incisões na córnea. Enquanto isso, experimentos em 1970 que usavam dímeros de xênon e em 1975 que usavam haletos de gases nobres resultaram na invenção de um tipo de laser chamado laser excimer. Embora os lasers excimer fossem usados inicialmente apenas para propósitos industriais, Rangaswamy Srinivasan, um cientista da IBM que estava usando esse laser com o fim de realizar circuitos microscópicos em microchips para equipamentos de informática, descobriu em 1980 que o laser excimer poderia também ser usado para cortar tecidos orgânicos com alta precisão e sem danos térmicos significantes. A descoberta de um laser eficiente de corte de material biológico, juntamente com o desenvolvimento de computadores para controlá-lo, possibilitaram a evolução de novas técnicas de cirurgia refrativa.
Em 1983, Stephen Trokel, um cientista da Universidade de Columbia, em colaboração com Srinivasan, realizaram a primeira Ceratectomia Fotorefrativa (PRK do inglês Photorefractive Keratectomy) e suas pesquisas deram base para o desenvolvimento da ceratomileuse local (sem separação de uma camada da córnea) na Alemanha, conhecida depois como cirurgia LASIK (do inglês Laser-assisted in situ Keratomileusis ou Ceratomileuse Local Assistida por Laser). Em relação a essa última, a primeira patente foi concedida pelo Escritório de Marcas e Patentes dos EUA ao Dr. Gholam Ali. Peyman em 20 de junho de 1989. Seu procedimento consiste em cortar uma aba na córnea, também chamada de flap (aba, em inglês), puxá-la para trás a fim de expor o estroma córneo, aplicar o laser excimer para moldar a superfície exposta à forma desejada e, então, recolocar a aba ou flap. O laser excimer foi usado na primeira cirurgia LASIK pelo Dr. Ioannis Pallikaris e o nome “LASIK” foi criado em 1991 pela Universidade de Creta e pelo Instituto Vardinoyannion Eye de Creta.
As patentes relativas às tecnologias de feixe amplo LASIK e PRK foram concedidas a empresas americanas, incluindo a VISX e a Summit, entre 1990 e 1995, baseando-se na patente americana fundamental atribuída à IBM em 1983, a qual reivindicava o use de um laser UV para a ablação de tecidos orgânicos. Em 1991, ao Dr. J.T. Lin, um físico doutorado chinês, foi concedida uma patente americana por uma tecnologia de laser de pequenos feixes de luz (flying-spot laser, em inglês) para lasers LASIK customizados que atualmente são usados no mundo todo. A primeira patente americana para o uso de um aparelho de rastreamento ocular (eye-tracking device, em inglês) para prevenir a descentralização em procedimentos de LASIK foi conferida a outro físico doutorado chinês, o Dr. S. Lai em 1993.

## Os erros de refração
- Miopia: Dificuldade para enxergar longe. Afeta cerca de 25% da população. Normalmente, a miopia ocorre devido a um globo ocular muito comprido. Dessa maneira, as imagens dos objetos localizados à distância, convergem para um ponto focal antes de alcançar a retina e formam-se de maneira borrada, produzindo baixa visual que será proporcional à gravidade do problema.
- Hipermetropia: Dificuldade para enxergar de perto. A hipermetropia é o contrário da miopia, ou seja, a imagem dos objetos é focada atrás da retina.
- Astigmatismo: Dificuldade para enxergar de longe ou de perto, conforme se associe à miopia ou à hipermetropia .O astigmatismo é uma deformidade na curvatura da córnea, causando o foco de uma imagem em um eixo mais próximo e num outro eixo mais distante da retina.
- Presbiopia: Dificuldade para enxergar de perto, devido a idade (vista cansada)

### Sintomas dos erros de refração
A visão é diminuída, há desconforto ocular e dores de cabeça, além de lacrimejamento e ardor nos olhos. O uso de óculos ou lentes de contato normalmente é suficiente para fazer desaparecer os sintomas.

## Técnicas cirúrgicas

### Procedimentos deflap
A ablação por meio de laser é feita abaixo de uma aba, ou flap, lamelar da córnea com espessura parcial.
- Ceratoplastia Lamelar Automatizada (ALK do inglês “Automated Lamellar Keratoplasty”): o cirurgião usa um instrumento chamado microcerátomo para cortar uma fina aba (flap) do tecido córneo, que é levantada, permitindo que o tecido visado seja removido do estroma córneo também pelo microcerátomo, e então a aba ou flap é recolocada.
- Ceratomileuse Local Assistida por Laser (LASIK do inglês Laser-assisted in situ Keratomileusis): o cirurgião usa o microcerátomo ou o laser de femtosegundo para cortar uma aba ou flap do tecido córneo, cuja espessura varia entre 100 e 180 micrometros. Ela é levantada, mas, diferente do ALK, o tecido visado é removido do estroma córneo com o laser excimer e, então, a aba ou flap é recolocada. Quando o flap é criado usando um laser de femtosegundo com IntraLase, o método é chamado IntraLASIK; outros lasers de femtosegundo, tais como o Ziemer, o flap é feito de forma similar. Os proponentes dessa técnica defendem sua superioridade em relação ao LASIK “tradicional”, mas não há estudos independentes conclusivos que provem a veracidade dessa afirmação. Uma crítica feita ao uso do microcerátomo é a deposição de fragmentos microscópicos de metal da lâmina no local operado.[carece de fontes?]
- Extração Lenticular Refrativa (ReLEx do inglês Refractive Lenticule Extraction):

- - Extração Lenticular com Laser de Femtossegundo (FLEx do inglês Femtosecond Lenticule Extraction): um laser de femtossegundo cria uma lentícula dentro do estroma córneo e depois um flap como na técnica LASIK é cortado. Então, o flap é levantado para dar acesso à lentícula, a qual é removida por meio de dissecação manual com uma espátula embotada e um fórceps.

- - Extração Lenticular com Pequena Incisão (SMILE do inglês Small Incision Lenticule Extraction): é uma nova técnica sem o corte do flap. O laser de femtossegundo cria uma lentícula dentro do estroma córneo e, então, o mesmo laser faz uma pequena incisão no perímetro dessa lentícula, cujo tamanho é até 5 vezes menor que o corte de flap padrão. Depois disso, o cirurgião delicadamente separa e remove a lentícula a partir dessa incisão, deixando intacta a lamella anterior da córnea. Nenhum laser excimer é usado nos “procedimentos de ReLEx”.[carece de fontes?]

### Procedimentos superficiais
O laser excimer é usado para a ablação da maior parte anterior do estroma córneo. Estes procedimentos não requerem um corte de espessura a parcial no estroma e os métodos de ablação da superfície se diferem apenas na maneira em como a camada epitelial é manuseada.
- Ceratectomia Fotorrefrativa (PRK do inglês Photorefractive Keratectomy): é um procedimento geralmente realizado com colírio anestésico, como no LASIK e no LASEK. É um tipo de cirurgia refrativa que remodela a córnea ao remover quantidades microscópicas de tecido do estroma córneo por meio de um feixe de luz controlado por computador (laser excimer). A diferença em relação ao LASIK é que a camada de cima do epitélio é removida e lentes de contato de curativo são usadas, não se criando o flap. O tempo de recuperação é mais longo no PRK que no LASIK, apesar de o resultado final após 3 meses ser quase o mesmo e com altas probabilidades de sucesso. Mais recentemente, a ablação personalizada tem sido feita com o LASIK, o LASEK e o PRK.
- Ceratectomia Fotorrefrativa Transepitelial (TransPRK do inglês Transepithelial Photorefractive Keratectomy): é uma cirurgia ocular assistida por laser para corrigir erros de refração da córnea humana. O laser excimer é aplicado para a ablação da camada exterior da córnea, o epitélio, assim como do tecido conjuntivo, o estroma, para corrigir o poder óptico do olho.
- Ceratectomia Fototerapêutica (PTK do inglês Phototherapeutic Keratectomy): É uma técnica de Fotoablação Terapêutica com Laser indicada em leucomas superficiais (manchas brancas na córnea) e imperfeições de superfície. A cirurgia é feita com anestesia tópica e tem duração máxima de 5 minutos. Após o ato cirúrgico, não há necessidade de curativos, embora seja necessário o uso de lentes de contato terapêuticas.[carece de fontes?]
- Ceratomileuse Subepitelial Assistida por Laser (LASEK do inglês Laser-assisted Sub-Epithelium Keratomileusis): é um procedimento que também muda a forma da córnea por meio de um laser excimer para a ablação do tecido do estroma córneo embaixo do epitélio da córnea, o qual é mantido quase intacto para atuar como curativo natural. O cirurgião usa uma solução de álcool para afrouxar e então levantar uma fina camada do epitélio, cuja espessura é geralmente de 50 micrometros, com uma lâmina de trefina.[3] Durante as semanas seguintes à aplicação do LASEK, o epitélio cicatriza, não deixando nenhum flap permanente na córnea. Esse processo de cicatrização pode envolver desconfortos comparáveis aos do PRK.
- Epi-LASIK: é uma nova técnica similar ao LASEK e que usa um epicerátomo ao invés de uma lâmina de trefina e álcool para remover a camada de cima do epitélio com espessura normalmente de 50 micrometros, a qual é posteriormente substituída. Para algumas pessoas, o Epi-LASIK pode fornecer melhores resultados que o LASEK tradicional, já que evita os possíveis efeitos negativos do álcool e a recuperação pode envolver menos desconforto.
- Cirurgia Transepitelial Personalizada Sem Toque (C-TEN do inglês Customized Transepithelial No-touch): é uma estretégia inovadora para cirurgia de córnea, a qual evita qualquer manipulação córnea por meio de uma abordagem completamente transepitelial e assistida por laser. Já que o C-TEN é concebido com base na morfologia de cada olho, ele pode tratar uma ampla variedade de patologias córneas, desde as refrativas até as terapêuticas.[4] O procedimento do C-TEN também é denominado como Ablação Superficial Avançada (ASA do inglês Advanced Surface Ablation).

### Procedimentos de incisão na córnea
- Ceratotomia Radial (RK do inglês Radial keratotomy): ela foi desenvolvida pelo oftalmologista russo Dr. Svyatoslav Fyodorov em 1974 e faz uso de incisões radiais feitas com um bisturi de diamante para alterar a forma da córnea e reduzir a miopia ou o astigmatismo. Essa técnica é, em dioptrias médias e altas, normalmente substituída por outros métodos refrativos.
- Mini Ceratotomia Radial Asimétrica (MARK do inglês Mini Asymmetric Radial Keratotomy): esse procedimento foi desenvolvido pelo oftalmologista italiano Dr. Marco Abbondanza em 1993 e foi aperfeiçoado em 2005. Ele consiste em uma série de microincisões com um bisturi de diamante para causar uma cicatrização controlada da córnea, a qual muda sua espessura e forma. Tal procedimento, se feito corretamente, é capaz de curar o astigmatismo e ceratocone em primeiro e segundo graus, evitando o transplante de córnea.[5][6][7][8]
- Ceratotomia Arqueada (AK do inglês Arcuate keratotomy): também conhecida como Ceratotomia Astigmática, ela se baseia na realização de incisões curvilíneas no perímetro da córnea para corrigir altos níveis de astigmatismo não patológico de até 13 dioptrias. O AK é comumente usado para correção de alto astigmatismo pós-ceratoplastia ou astigmatismo pós-cirurgia de catarata.[9]
- Incisões Relaxantes Limbares (LRI do inglês Limbal relaxing incisions): a técnica consiste em realizar incisões próximas à borda externa da íris, no limbo esclerocorneano, para corrigir pequenos graus de astigmatismo, tipicamente menores que 2 dioptrias). O LRI é realizado frequentemente em conjunto com a implantação de lentes intraoculares.

### Outros procedimentos
- Ceratocoagulação Radial (Radial Keratocoagulation em inglês): também conhecida como Termoceratoplastia Radial (Radial Thermokeratoplasty em inglês), ela foi inventada em 1985 pelo Dr. Svyatoslav Fyodorov e usada para corrigir hipermetropia por meio de um anel de 8 ou 16 pequenas queimaduras em volta da pupila e outro anel de constrição de colágeno para acentuar a córnea. Esse procedimento também pode ser usado para tratar tipos selecionados de astigmatismo, mas é geralmente substituída pela Ceratoplastia Térmica a Laser ou Termoceratoplastia a Laser.
- Ceratoplastia Térmica a Laser (LTK do inglês Laser Thermal Keratoplasty): também chamada de Termoceratoplastia a Laser (Laser Thermokeratoplasty em inglês), tal técnica é uma ceratoplastia térmica sem toque realizada com um laser Holmium, enquanto que a Ceratoplastia Condutiva (CK do inglês Keratoplasty Conductive) é uma ceratoplastia térmica realizada com um sonda elétrica de alta frequência. De qualquer forma, a ceratoplastia térmica pode ser usada também para melhorar a presbiopia ou a vista cansada depois dos 40 anos.
- Segmentos do Anel Corneano Intraestromal (INTACS do inglês Intrastromal Corneal Ring Segments): eles são aprovados pelo Departamento de Saúde e Serviços Humanos dos Estados Unidos, o FDA (Food and Drug Administration em inglês), para tratamentos de pequenos graus de miopia.
- Lente Intraocular Fácica (PIOL do inglês Phakic Intraocular Lens): a implantação dentro do olho também pode ser usada para mudar erros refrativos. O mais novo tipo de intervenção é uma espécie de PIOL chamada de Lente Collamer Implantável (ICL do inglês Implantable Collamer Lens), feita de um material biocompatível e flexível e que pode ser inserida no olho por meio de uma incisão de 3 mm. O método da ICL é usado para corrigir miopia cujo grau varia entre -0.5 e -18 dioptrias, e cujo poder do cilindro varia entre +0.5 e +6.0 para os modelos Toric de ICL.
- Geralmente, cirurgias refrativas podem ser divididas amplamente em: cirurgias córneas, cirurgias esclerais e cirurgias relacionadas a lentes, sendo que as últimas incluem a implantação de lentes intraoculares fácicas, extração de lentes claras, redução por meio de laser e lentes (photophacoreduction) e modulação por meio de laser e lentes (photophacomodulation) para correção de presbiopia.
- Para correção de presbiopia, uma cobertura da córnea feita de um anel preto poroso com uma pequena abertura central foi originalmente desenvolvida por D. Miller e um grupo na empresa AcuFocus. A cobertura é colocada embaixo de um flap feito pela técnica LASIK ou em uma bolsa estromal.[10][11]
- O uso de lasers infravermelhos médios e de lasers ultravioletas para tratamento de presbiopia por meio da ablação do tecido escleral foi proposto pela primeira vez e patenteado pelo Dr. J.T. Lin nos Estados Unidos, cujas patentes são a nº 6.258.082 de 2001 e a nº 6.824.540 de 2004.

## Indicações e Expectativas
A cirurgia é indicada para pessoas a partir dos 18 anos, quando é esperada a estabilização do grau. Após os 40 anos, somam-se ao grau de longe e de perto (presbiopia ou vista cansada), devendo-se considerar nesse caso, a possibilidade do uso de óculos para leitura. Pode-se, ainda, fazer cirurgia em báscula (um olho para longe e outro para perto), o que possibilita menor dependência de qualquer tipo de correção. Na avaliação pré-operatória, além da consulta oftalmológica normal, serão realizados alguns exames complementares mais específicos para afastar a possibilidade de haver alterações ou degenerações oculares que contra-indiquem a cirurgia.
Pesquisas realizadas pelo Centro de Pesquisa do Magill Vision Center e pela Universidade Médica da Carolina do Sul mostraram que a taxa geral de satisfação dos pacientes depois da cirurgia primária de LASIK foi de 95,4%. Depois eles diferenciaram tal taxa entre LASIK para miopia (95,3%) e LASIK para hipermetropia (96,3%). Então, eles concluíram que a grande maioria dos pacientes estavam satisfeitos com seus resultados após cirurgia LASIK.
No caso da técnica SMILE, há alguns estudos sobre sua eficácia e segurança. De acordo com o Jornal de Catarata e Cirurgia Refrativa (JCRS), pesquisadores do Singapore National Eye Centre e do Singapore Eye Research Institute (2014) descobriram que, em um grupo com 88 olhos, 95,5% deles estavam cerca de 1 dioptria da correção desejada e 78,4% estavam cerca de 0,5 dioptria da correção desejada. Além disso, foi determinado que não há diferença significativa de eficácia, previsibilidade ou segurança entre graus baixos de miopia e graus elevados (-5.00 dioptrias ou mais), salientando seu potencial de correção refrativa. Ainda, há possibilidade de se realizar outro tratamento depois do SMILE por causa de sua incisão ser mínima e pelo fato de córnea manter-se praticamente intacta.
Oftalmologistas usam várias abordagens para analisar os resultados de cirurgias refrativas e alteram suas técnicas para proporcionar melhores resultados no futuro. Algumas dessas abordagens são configuradas nos aparelhos que os oftalmologistas usam para medir o nível de refração dos olhos e examinar a forma da córnea, como a topografia de córnea.

## Riscos e Contra-Indicações
Ainda que a cirurgia refrativa esteja se tornando mais acessível e segura, ela não é recomendada a todos. Pessoas com certos tipos de doenças oculares envolvendo a córnea ou a retina, em especial as infecciosas em atividade (conjuntivite, blefarite, ceratite, úlcera de córnea, etc), mulheres grávidas e pacientes com glaucoma, diabetes, doenças vasculares não controladas ou doenças autoimunes não são bons candidatos a essa cirurgia. Ceratocone é uma doença corneana muito comum que provoca um afinamento progressivo da córnea e, quando ocorrida depois de uma cirurgia refrativa, é chamada de ectasia corneana (distensão da córnea). Acredita-se que o afinamento adicional da córnea causado pela cirurgia refrativa pode contribuir para o avanço da doença e que pode levar à necessidade de um transplante de córnea. Dessa forma, o ceratocone é uma contraindicação à cirurgia refrativa, sendo indicado o uso de lentes de contato, cirurgia de Corneal Ring (anel corneano) ou mesmo o transplante de córnea. A topografia de córnea e a paquimetria são usados para identificar córneas anormais. Ademais, a forma dos olhos de algumas pessoas podem não permitir cirurgias refrativas efetivas sem que se removam quantidades excessivas de tecido da córnea. Nesses casos, deve-se realizar um exame ocular completo antes da cirurgia a laser.
Apesar do risco de complicações estar diminuindo se comparado às primeiras cirurgias refrativas, ainda há uma pequena chance de ocorrerem sérios problemas, como imagens fantasmas (percepção de imagens que não existem), halos ou efeito auréola (ver auréolas de luz), efeito starburst (visão de pontos luminosos, como se fossem estrelas), visão dupla ou múltipla, e síndrome do olho seco. Nos procedimentos que criam um flap permanente na córnea, tal como o LASIK, há também a possibilidade deslocamento traumático e acidental do flap anos depois da cirurgia, com resultados potencialmente desastrosos se não houver o tratamento médico imediato.
Para pacientes com estrabismo, os riscos de complicações, como diplopia (ou visão dupla) e/ou aumento no ângulo de estrabismo, devem ser avaliadas com cuidado. No caso de a cirurgia refrativa ser realizada juntamente à cirurgia de estrabismo, recomenda-se que a cirurgia refrativa seja feita antes.

## Procedimentos Pré-Cirúrgicos e Recomendações Pré e Pós-Cirúrgicas
A avaliação pré-operatória é feita através da consulta oftalmológica completa, que inclui os exames de refratometria (avaliação do grau), tonometria (medida da pressão intra-ocular), mapeamento da retina e o estudo detalhado das condições da córnea, através de exames complementares: topografia corneana (mapa do relevo anterior e posterior da córnea - ORBSCAN II Z), paquimetria ultrasônica da córnea (medida da espessura corneana), microscopia especular corneana (contagem das células da camada posterior da córnea) e quando necessário a aberrometria baseada na análise da frente de onda (ZYWAVE II), que identifica e quantifica aberrações ópticas de até 5ª ordem, para que possam ser realizadas cirurgias personalizadas da córnea (ZYLINK).
Antes da cirurgia, o paciente deve suspender o uso das lentes de contato. No pós-operatório com a aplicação do LASIK, não existe necessidade do uso de nenhum tipo de curativo.
Na técnica de PRK, há a necessidade do uso de lentes de contato gelatinosas terapêuticas durante 5 dias, período em que ocorre a re-epitelização da área tratada.

## Grupos populacionais especiais

### Crianças
Cirurgias refrativas pediátricas envolvem outros riscos que a cirurgia refrativa em adultos, mas pode ser indicada principalmente para crianças cujo desenvolvimento cognitivo ou visual é frustrado pelos erros refrativos, em especial nos casos de altos erros refrativos bilaterais in particular in cases of bilateral high refractive error, anisometropia, ambliopia anisometrópica ou esotropia acomodativa.
Intervenções em crianças pequenas podem requerer uma anestesia geral, a fim de evitar movimentos involuntários, e crianças tem um risco maior de esfregar ou mexer em seus olhos após a cirurgia. Além disso, mudanças dos erros refrativos podem ocorrer durante o processo de desenvolvimento conforme a idade e também devem ser levados em consideração, fazendo com que as crianças tenham mais chance de desenvolverem neblina de córnea pós-operatória, chance essa particularmente relevante em relação a crianças com miopia.
Um estudo avaliou o resultado final de intervenções com LASEK em 53 crianças de 10 meses a 16 anos com ambliopia anisometrópica. Escolheu-se o LASEK, pois entendeu-se que ele daria menos complicações que o LASIK e menos dores pós-operatórias que o PRK. Na intervenção, que foi feita com anestesia geral, o erro refrativo no olho mais fraco foi corrigido para equilibrar o erro refrativo do outro olho e a cirurgia de estrabismo foi realizada depois, se necessária. Depois de um ano, mais de 60% tinham aperfeiçoado a melhor acuidade visual corrigida (BCVA do inglês “best corrected visual acuity”) no olho mais fraco. Notavelmente, mais de 80% apresentaram estereopsia pós-operatória ao passo que menos de 40% já tinham estereopsia antes.
Além dos procedimentos refrativos da córnea (LASIK, PRK e LASEK), os procedimentos refrativos intraoculares (lente intraocular fácica, permutação de lentes refrativas e extração de lentes claras) também são realizados em crianças.